# William Wallace (militare 1866)
William Wallace (Indianapolis, 31 agosto 1866 – Chillicothe, 12 settembre 1945) è stato un militare statunitense.
Fu comandante del 332nd Infantry Regiment, l'unico reggimento dell'American Expeditionary Forces mandato a sostegno del Regno d'Italia nel 1918.

## Biografia
William Wallace nacque a Indianapolis il 31 agosto 1866, figlio di William Wallace Sr. e Cordelia Butler.
Lavorò come ingegnere in varie parti degli Stati Uniti d'America. Entrò nello United States Army come secondo tenente il 12 ottobre 1891. Nello stesso anno fu inviato in Minnesota per un progetto con gli ingegneri dell'esercito. Quando il Congresso degli Stati Uniti fece passare una legge per pensionare molti ufficiali e creare una serie di posti vacanti, Wallace fu convinto a fare domanda per una commissione e passò.
Fu prima inviato a San Antonio in Texas e successivamente servì in tutte le parti del paese. Combatté nella guerra ispano-americana e nelle Filippine. Durante la guerra ispano-americana fu decorato con la Spanish Campaign Medal per galanteria in azione contro le forze spagnole a El Caney, Cuba, il 1º luglio 1898. La Spanish Campaign Medal fu poi aggiornata per includere la Citation Star (poi Silver Star) per riconoscere quei membri dell'esercito statunitense che avevano compiuto atti di eroismo individuali.

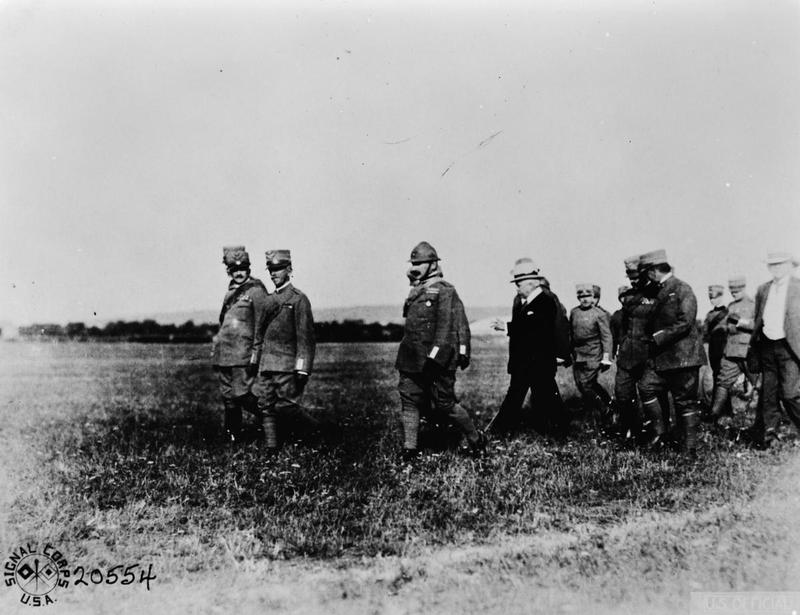
Vittorio Emanuele III di Savoia con l'ambasciatore statunitense Thomas Nelson Page, il colonnello Wallace, il generale Charles Treat, capo della missione militare statunitense presso il Regio Esercito, e ufficiali della Missione alleata in Italia. Tra Villafranca di Verona e Sommacampagna, 1º agosto 1918.

Durante la prima guerra mondiale fu mandato a Camp Sherman e inviato all'estero come comandante del 332nd Infantry Regiment, servendo in Francia e Italia. Arrivò in treno in Italia, alla stazione di Bardonecchia, dalla Francia il 28 luglio 1918 e fu ricevuto al fronte dal generale Guglielmo Pecori Giraldi, comandante della 1ª Armata italiana.

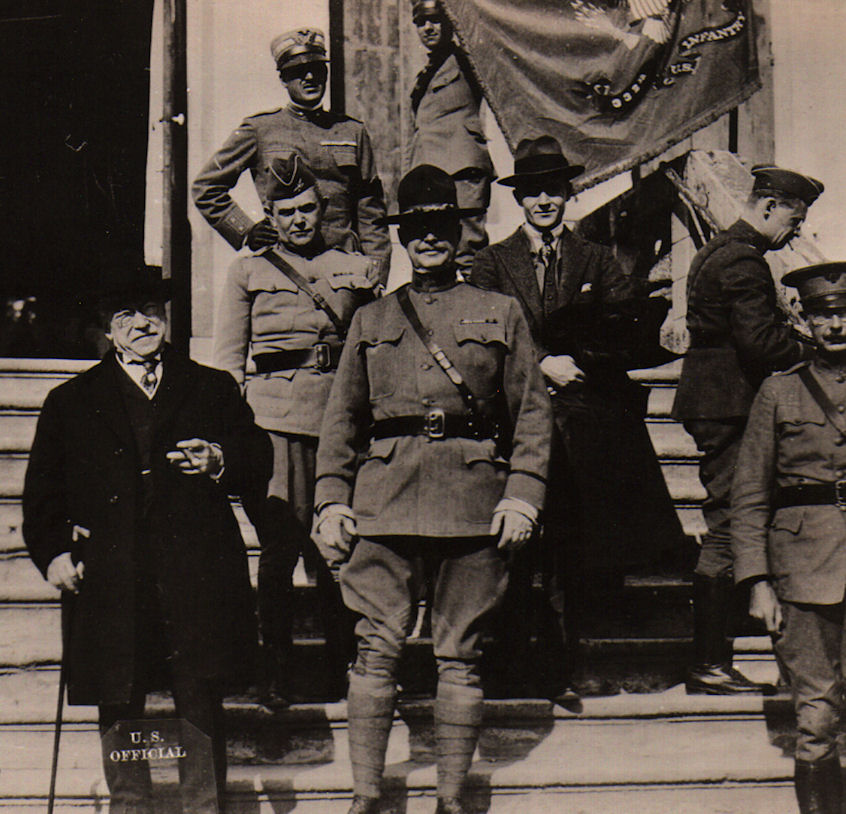
Wallace (al centro), comandante del 332nd Infantry Regiment, posa per una fotografia davanti a Villa Angelica a Lancenigo insieme a Samuel Gompers, politico laburista e il generale Treat. 12 ottobre 1918. Courtesy National Archives.

Durante la Grande Guerra fu decorato con il Distinguished Service Order dal Regno Unito e con l'Ordine dei Santi Maurizio e Lazzaro dal Regno d'Italia per i servizi resi al fronte nei mesi di ottobre e novembre del 1918.
Dopo la guerra, nel luglio 1921 fu mandato a Honolulu, Hawaii, per comandare le caserme Schofield e nel luglio dell'anno successivo si ritirò dall'esercito.
Wallace morì di polmonite il 12 settembre 1945 nella sua casa a Chillicothe in Ohio, all'età di 79 anni.

## Famiglia
Nel 1893 sposò Bessie Keller, deceduta nel 1938. Era nipote del generale Lew Wallace, autore di Ben-Hur e aveva anche nonni famosi. Suo nonno materno era il fondatore del Butler College, in Indiana, e suo nonno paterno aveva frequentato la prima classe a West Point.
Wallace aveva un figlio, Henry K. Wallace, veterano della United States Navy nel Pacifico e una figlia, Cordelia, coniugata nel 1920 con Austin P. Story, un capitano del 332nd Infantry Regiment. Aveva anche tre nipoti, Joan Wallace, Austin P. Story Jr. e William Wallace Story.